# À force de prier
Chansons représentant le Luxembourg au Concours Eurovision de la chanson
Petit Bonhomme
(1962) Dès que le printemps revient
(1964)
Singles de Nana Mouskouri
Crois-moi ça durera
(1962) T'en va pas comme ça
(1963)
À force de prier est une chanson écrite par Pierre Delanoë, composée par Raymond Bernard et interprétée par Nana Mouskouri, parue sur l'album éponyme et sortie en 45 tours en 1963.
C'est la chanson représentant le Luxembourg au Concours Eurovision de la chanson 1963 le 23 mars à Londres.
Nana Mouskouri a également enregistré la chanson dans des versions en allemand, en anglais et en italien, respectivement sous les titres de Die Worte dieser Nacht (« Les mots de cette nuit »), The One That Got Away (« Celui qui est parti ») et La notte non lo sa (« La nuit ne sait pas »).

## À l'Eurovision
La chanson est intégralement interprétée en français, langue nationale, comme le veut la coutume avant 1966. L'orchestre est dirigé par Eric Robinson.
À force de prier est la seizième et dernière chanson interprétée lors de la soirée du concours, suivant L'amour s'en va de Françoise Hardy pour Monaco.
À l'issue du vote, elle obtient 13 points et se classe 8e sur 16 chansons,.

## Liste des titres
| A1. | À force de prier                    | Pierre Delanoë           | Raymond Bernard  | 2:34 |
| A2. | Ensemble                            | Maurice Vidalin          | Raymond Bernard  | 2:55 |
| B1. | Laisse-moi pleurer (I Lost My Baby) | adaptation : Pierre Cour | Johnny Nash      | 2:13 |
| B2. | Les Yeux pour pleurer               | Serge Gainsbourg         | Serge Gainsbourg | 3:10 |

## Classements

### Classements hebdomadaires
| Classement (1963)               | Meilleure position |
| ------------------------------- | ------------------ |
| Belgique (Wallonie Ultratip 50) | Tip                |

## Historique de sortie
| Pays                   | Titre                 | Date      | Format         | Label   |
| ---------------------- | --------------------- | --------- | -------------- | ------- |
| Espagne                | À force de prier      | 1963      | super 45 tours | Fontana |
| France,                | À force de prier      | mars 1963 | super 45 tours | Fontana |
| France,                | À force de prier      | 1963      | 45 tours       | Fontana |
| Grèce                  | À force de prier      | 1963      | 45 tours       | Fontana |
| Pays-Bas               | À force de prier      | 1963      | 45 tours       | Fontana |
| Die Worte dieser Nacht |                       | 1963      | 45 tours       | Fontana |
| Allemagne              |                       | 1963      | 45 tours       | Fontana |
| Royaume-Uni            | The One That Got Away | 1963      | 45 tours       | Fontana |